# Die Freien Brauer
Die Freien Brauer (De vrije brouwers) is een verbond van private brouwerijen uit Duitsland, Oostenrijk, Luxemburg en Nederland, met de bedoeling de bierdiversiteit en de biercultuur te bewaren.

## Geschiedenis
De initiatiefnemers waren een aantal onafhankelijke brouwerijen die al samenwerkten sinds 1969  in de Deutsche Brau-Kooperation. In september 2005 werd dit initiatief opgestart waarbij ook onafhankelijke brouwerijen uit Oostenrijk, Luxemburg en Nederland betrokken werden.

## Doelstellingen
De biermarkten in Duitsland, Oostenrijk en Nederland worden gedomineerd door enkele grote internationale concerns waardoor een vervlakking op het gebied van diversiteit dreigt te ontstaan. De aangesloten brouwerijen bij Die Freien Brauer brengen allen samen een 350-tal verschillende bieren op de markt.

## Leden
Volgende brouwerijen zijn lid (Stand: juni 2016):
| - Alpirsbacher Klosterbräu - Arcobräu Gräfliches Brauhaus - Privatbrauerei Ernst Barre - Brasserie Nationale - Darmstädter Privatbrauerei - Distelhäuser Brauerei - Brauerei Karl Hintz - Erzquell Brauerei - Privatbrauerei Moritz Fiege - Flensburger Brauerei - Privatbrauerei Ganter - Glaabsbräu - Gulpener Bierbrouwerij - Brauerei Hirt |  | - Hütt-Brauerei - Kauzen-Bräu - Kirner Privatbrauerei - Kitzmann-Bräu - Kronen-Brauhaus - Brauerei Max Leibinger - Löwenbrauerei Hall - Brauerei Gebr. Maisel - Meckatzer - Neumarkter Lammsbräu - Pyraser Landbrauerei - Brauhaus Riegele - Rosenbrauerei Pößneck - Schneider Weisse |  | - Schussenrieder Brauerei - Schwarzbräu - Privatbrauerei Schweiger - Privatbrauerei Jacob Stauder - Stieglbrauerei zu Salzburg - Störtebeker Braumanufaktur - Weldebräu - Brauerei Westheim - Brauerei Wieninger - Zillertal Bier - Zötler - Privatbrauerei Zwettl |  |  |

### Voormalige leden
- Brauerei Fohrenburg (tot 2015)
- Privatbrauerei Gaffel (tot 2014)
- Herforder Brauerei (tot 2007)
- Privatbrauerei Rolinck (tot 2007)